# Az álommeló
Az álommeló az RTL 2023. április 3-tól vetített magyar üzleti realityje, melyben civilek szeretnék elnyeri Az álommelót és a vele járó juttatásokat. A műsor az amerikai The Apprentice magyar változata.

## Története
2022. szeptember 30-án bejelentették, hogy elindul a The Aprrentice magyar változata. 2023. március 1-én Kolosi Péter, az RTL Magyarország tartalomért felelős vezérigazgató-helyettese a SorozatWikinek bejelentette, hogy napi műsor lesz, majd néhány nappal később bejelentették a műsor kezdési időpontját. A műsor 2023. április 3-án indult, és május 12-én ért véget. 2024. március 11-én bejelentették a műsor második évadának kezdési időpontját. A műsor 2024. március 25-én indult, és május 3-án ért véget.

## A műsor menete
Egy hat hétig tartó kiválasztás során az álláskeresők minden nap újabb és újabb feladatokat és kihívásokat kapnak, a munkát ajánló személy pedig a nap végén általában az irodában értékeli majd a teljesítményeket.

### Kiválasztás

#### 1. évad
A műsor első két hetében (első 8 adás) a versenyzők egy válogatón vesznek részt. Az itt kiválasztott jelentkezők, a legjobb 14 versenyző, a forgatás idejére egy az iroda közelében lévő hotelbe költözik össze.

#### 2. évad
A 2. évadban változott a kiválasztás menete. Ettől az évadtól a 12 fős alapcsapatot egy profi HR csapat választotta ki, illetve készítettek egy várólistát az elnökkel és a segítőivel együtt. Ha az elnök elbocsájt az alapcsapatból egy versenyzőt, akkor a várólistáról kerül a következő jelölt a helyére. Így alakul ki a második hét végére a középmezőny.

### Középmezőny
A középmezőnyben minden adással csökken a versenyzők száma. A műsor utolsó hetére összesen 4 versenyző jut tovább, belőlük kerül kiválasztásra a nyertes.

## Évadok
| Évad | Évad | Részek száma | Eredeti sugárzás  | Eredeti sugárzás | Elnök          | Állandó segítők | Állandó segítők | Győztes       | Eredeti adó |
| Évad | Évad | Részek száma | Évadbemutató      | Évadzáró         | Elnök          | Állandó segítők | Állandó segítők | Győztes       | Eredeti adó |
| ---- | ---- | ------------ | ----------------- | ---------------- | -------------- | --------------- | --------------- | ------------- | ----------- |
|      | 1.   | 28           | 2023. április 3.  | 2023. május 12.  | Balogh Levente | Farmosi Larisza | Krasznai István | Keserű Balázs |             |
|      | 2.   | 30           | 2024. március 25. | 2024. május 3.   | Balogh Levente | Farmosi Larisza | Krasznai István | Kása Eszter   |             |

### Ismert vendégszereplők
| Évad | Epizód | Név            | Megjegyzés |
| ---- | ------ | -------------- | --- |
| 1.   | 9.     | Nyári Dia      | Egy reklámfilmben kellett szerepelniük és hátráltatniuk kellett a versenyzőket.                               |
| 1.   | 9.     | Nádai Anikó    | Egy reklámfilmben kellett szerepelniük és hátráltatniuk kellett a versenyzőket.                               |
| 1.   | 9.     | Gáspár Laci    | Egy reklámfilmben kellett szerepelniük és hátráltatniuk kellett a versenyzőket.                               |
| 1.   | 19.    | Tomán Szabina  | Egy üzleti megbeszélés keretében szerepelt a műsorban.                                                        |
| 1.   | 25.    | Istenes Bence  | Egy vetélkedő levezetése a feladata, melyben a TOP4 jelölt Balogh Leventével kapcsolatos kérdésekre válaszol. |
| 1.   | 25.    | Balogh Szimóna | Balogh Levente lánya, a játékosoknak segít Balogh Levente életével kapcsolatban, a kvíz kérdések előtt.       |
| 2.   | 9.     | Keserű Balázs  | Az első évad győztese, Balogh Levente segítője, a jelölteket tesztelte.                                       |
| 2.   | 17.    | Balogh Péter   | Rejtvényeket adott a jelölteknek, tesztelte a jelölteket.                                                     |
| 2.   | 28.    | Curtis         | Előadó |

## Az álommeló (Nyeremény)
| Évad | Elnyerhető pozíció | Nyeremények | 1. helyezett  | 2. helyezett   | 3. helyezett   |
| ---- | ------------------ | --- | ------------- | -------------- | -------------- |
| 1.   | Elnöki asszisztens | - Egy éven át havi bruttó 3 millió forintos fizetés. - Középkategóriás céges autó. - Értékes telefon és laptop. | Keserű Balázs | Vajtó Detti    | Vámosi Marcell |
| 2.   | Elnöki asszisztens | - Egy éven át havi bruttó 3 millió forintos fizetés. - Középkategóriás céges autó. - Értékes telefon és laptop. | Kása Eszter   | Steiner Rachel | Polgár Péter   |